# Tessera (esogeologia)
Tessera (plurale: tesserae) è un termine latino che indica il tassello di un mosaico; è utilizzato nell'ambito dell'esogeologia per designare particolari formazioni geologiche tipiche del pianeta Venere, caratterizzate dalla presenza di terreno frammentato in maniera irregolare il cui aspetto ricorda quello di una serie di mattonelle o, appunto, di un mosaico, con la caratteristica struttura a tessere.

## Tesserae su Venere
- Adrasthea Tesserae
- Ananke Tessera
- Athena Tessera
- Atropos Tessera
- Bathkol Tessera
- Chimon-mana Tessera
- Clidna Tessera
- Clotho Tessera
- Cocomama Tessera
- Dekla Tessera
- Dolya Tessera
- Dou-Mu Tesserae
- Fortuna Tessera
- Gbadu Tessera
- Gegute Tessera
- Giltine Tesserae
- Haasttse-baad Tessera
- Hikuleo Tesserae (abolito)
- Humai Tessera
- Husbishag Tesserae
- Istustaya Tesserae
- Itzpapalotl Tessera
- Jyestha Tesserae
- Kruchina Tesserae
- Kutue Tessera
- Lachesis Tessera
- Lahevhev Tesserae
- Laima Tessera
- Lhamo Tessera
- Likho Tesserae
- Mafdet Tessera
- Mago-Halmi Tesserae
- Magu Tessera
- Mamitu Tesserae
- Manatum Tessera
- Manzan-Gurme Tesserae
- Meni Tessera
- Meskhent Tessera
- Minu-Anni Tessera
- Moira Tessera
- Nedolya Tesserae
- Nemesis Tesserae
- Norna Tesserae
- Nortia Tesserae
- Nuahine Tessera
- Oddibjord Tessera
- Pasom-mana Tesserae
- Salus Tessera
- Senectus Tesserae
- Shait Tessera
- Shimti Tessera
- Snotra Tesserae
- Sopdet Tesserae
- Sudenitsa Tesserae
- Sudice Tessera
- Tellus Tessera
- Tushita Tesserae
- Tyche Tessera
- Urd Tessera
- Ustrecha Tesserae
- Vako-nana Tesserae
- Verpeja Tesserae
- Virilis Tesserae
- Xi Wang-mu Tessera
- Yuki-Onne Tessera
- Zirka Tessera